# Latschenkopf (Benediktenwand)
Der Latschenkopf (1712 m ü. NHN) ist ein Gipfel in den Bayerischen Voralpen auf dem Höhenzug zwischen Brauneck und Benediktenwand.
Der Berg ist in einer Stunde von der Idealhanghütte (auch Stiealm genannt) im Brauneck-Skigebiet sowie auf dem Übergang vom Brauneck (Bergbahn) zur Benediktenwand oder Tutzinger Hütte über das Stangeneck in eineinhalb Stunden zu erreichen.
Es existiert im Benediktenwandgebiet noch ein zweiter Berg namens Latschenkopf, welcher jedoch deutlich kleiner ist und sich südlich der Benediktenwand befindet.